# سيملاك
سيملاك هي قرية تقع في إقليم أراد في رومانيا. تبعد عن أراد 37 كم.

## السكان
حسب إحصائيات 2002 بلغ عدد سكان القرية 3,787 نسمة.